# Bussardartige
Die Bussardartigen (Buteoninae) sind eine Unterfamilie der Habichtartigen (Accipitridae) und gehören damit zur Ordnung der Greifvögel (Accipitriformes).
Ihr Biotop ist vielfältig. Man findet sie in dichtem Dschungel, aber auch in offenen Landschaften wie in Prärien, auf Hochebenen, in Sümpfen, an Meeresküsten und in Wüsten. 

## Merkmale
Sie haben eine Körperlänge zwischen circa 30 und 110 cm, die Spannweite ihrer Flügel variiert zwischen 85 und 155 cm. Bei einigen Arten finden sich sogenannte "Hauben" oder "Hosen", die sich durch besonderen Wuchs des Gefieders bilden. Zu erkennen sind die Bussardartigen an dem mittellangen, abgerundeten Schwanz und ihren relativ kurzen Zehen.
Die Flugfähigkeit der Bussardartigen ist wesentlich schwerfälliger als die der wendigen Habichte oder Falken. Dafür ist ihr Körperbau besonders gut für lange Gleitflüge geeignet. Außerdem sind sie in der Wahl ihres Futters anpassungsfähig. In der Regel werden kleine bis mittlere Säugetiere gejagt.

## Systematik
Die innere Systematik der Bussardartigen wird unter Wissenschaftlern seit langem diskutiert, die hier dargestellte Einteilung folgt Catanach et al. 2024 und der systematischen Datenbank der IOC.
- Tribus Buteonini
  - Gattung Bussarde (Buteo) 
    - 29 Arten

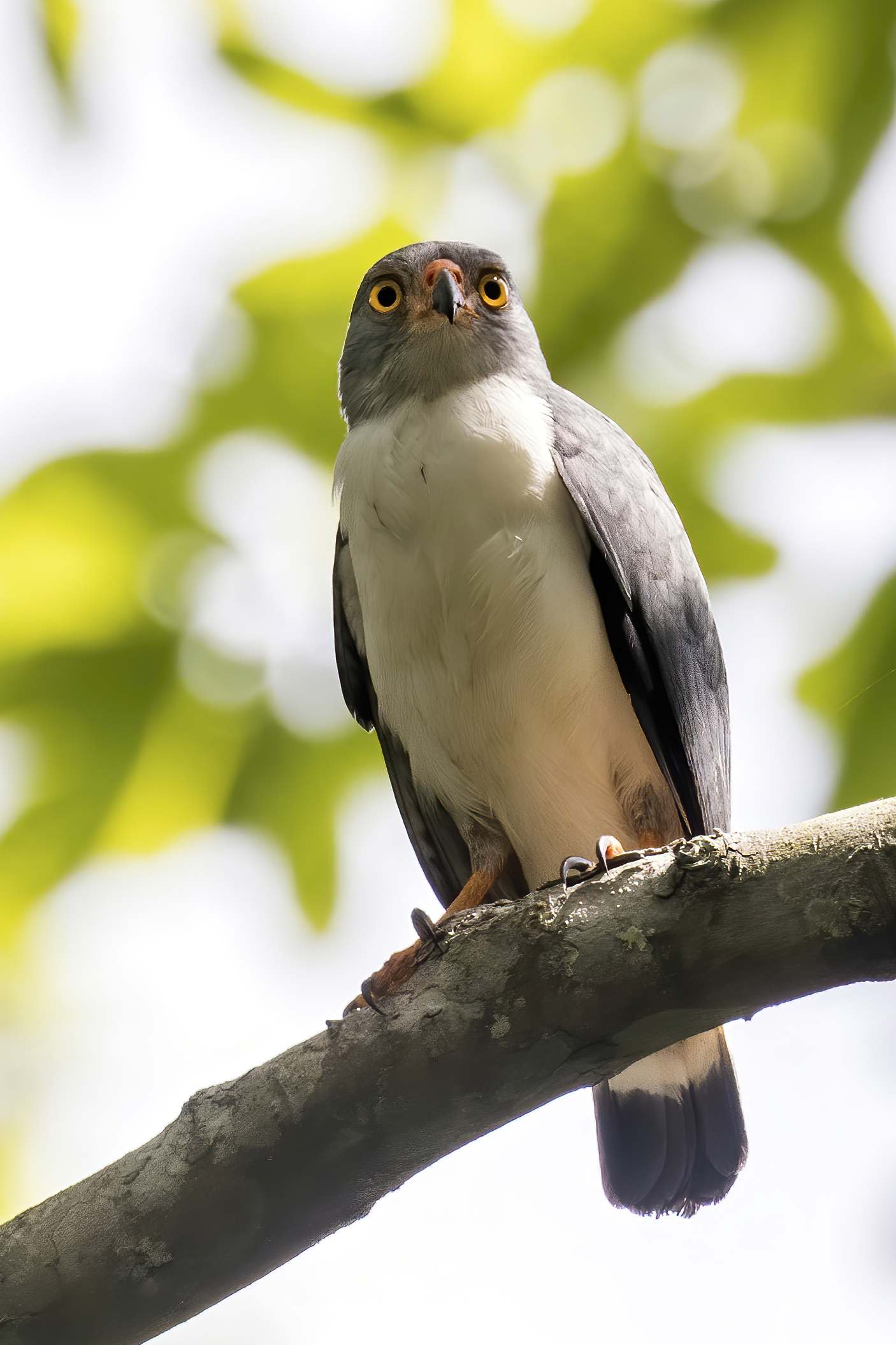
Möwenbussard (Leucopternis semiplumbeus)

  - Gattung Weißbussarde (Leucopternis)
    - Weißbrauenbussard (Leucopternis kuhli)
    - Zügelbussard (Leucopternis melanops)
    - Möwenbussard (Leucopternis semiplumbeus)

  - Gattung Pseudastur
    - Schneebussard (Pseudastur albicollis)
    - Graurückenbussard (Pseudastur occidentalis)
    - Mantelbussard (Pseudastur polionotus)

  - Gattung Geranoaetus
    - Weißschwanzbussard (Geranoaetus albicaudatus)
    - Andenbussard (Geranoaetus melanoleucus)
    - Rotrückenbussard (Geranoaetus polyosoma)

  - Gattung Parabuteo
    - Wüstenbussard (Parabuteo unicinctus)
    - Weißbürzelbussard (Parabuteo leucorrhous)

  - Gattung Rupornis
    - Wegebussard (Rupornis magnirostris)

  - Morphnarchus
    - Prinzenbussard (Morphnarchus princeps)

  - Gattung Schwarzbussarde (Buteogallus)
    - 9 Arten

  - Gattung Cryptoleucopteryx
    - Bleibussard (Cryptoleucopteryx plumbea)

  - Gattung Rostrhamus
    - Schneckenbussard (Rostrhamus sociabilis)

  - Gattung Busarellus
    - Fischbussard (Busarellus nigricollis)

  - Gattung Geranospiza
    - Stelzenbussard (Geranospiza caerulescens)

  - Gattung Ictinia
    - Mississippibussard (Ictinia mississippiensis)
    - Schwebebussard (Ictinia plumbea)

  - Gattung Helicolestes
    - Hakenbussard (Helicolestes hamatus)

  - Gattung Butastur
    - Amurbussard (Butastur indicus)
    - Malaienbussard (Butastur liventer)
    - Heuschreckenbussard (Butastur rufipennis)
    - Weißaugenbussard (Butastur teesa)
- Tribus Harpagini
  - Harpagus
    - Rostbrust-Zahnhabicht (Harpagus bidentatus)
    - Rotschenkel-Zahnhabicht (Harpagus diodon)

  - Microspizias
    - Halsbandsperber (Microspizias collaris)
    - Däumlingssperber (Microspizias superciliosus)
- Tribus Milvini
  - Seeadler (Haliaeetus)
    - 10 Arten

  - Haliastur
    - Brahmanenmilan (Haliastur indus)
    - Keilschwanzmilan (Haliastur sphenurus)

  - Milane (Milvus)
    - 3 Arten

Catanach und Kollegen stellen auch die Seeadler (Haliaeetus), die Milane (Milvus) und ihre Schwestergattung Haliastur, sowie die Gattungen Microspizias und Harpagus in die Unterfamilie der Bussardartigen (Buteoninae). Sie bilden dort eigenständige Tribus, die Harpagini und die Milvini. In älteren Systematiken haben diese Tribus den Rang von Unterfamilien (Harpaginae u. Milvinae) und stehen dann außerhalb der Bussardartigen.